# Ecseri út metróállomás
Az Ecseri út a budapesti M3-as metróvonal egyik állomása az Üllői út/Ecseri út kereszteződésénél, a Pöttyös utca és a Népliget között. A megállót 1980. március 29-én adták át a M3-as metróvonal II/A szakaszával. Az állomást 2019. április 6-a és 2020. október 22-e között a vonal déli szakaszának rekonstrukciója miatt lezárták.

## Jellemzői
Az állomás szélsőperonos kialakítású, kéregvezetésű formában épült, 4,40 méterrel van a felszín alatt. Az állomás közepén találhatók a kijáratok.

## Átszállási kapcsolatok
| Ecseri út | 181, 254E, 281 3 | Szent Kereszt Plébánia |

## Galéria

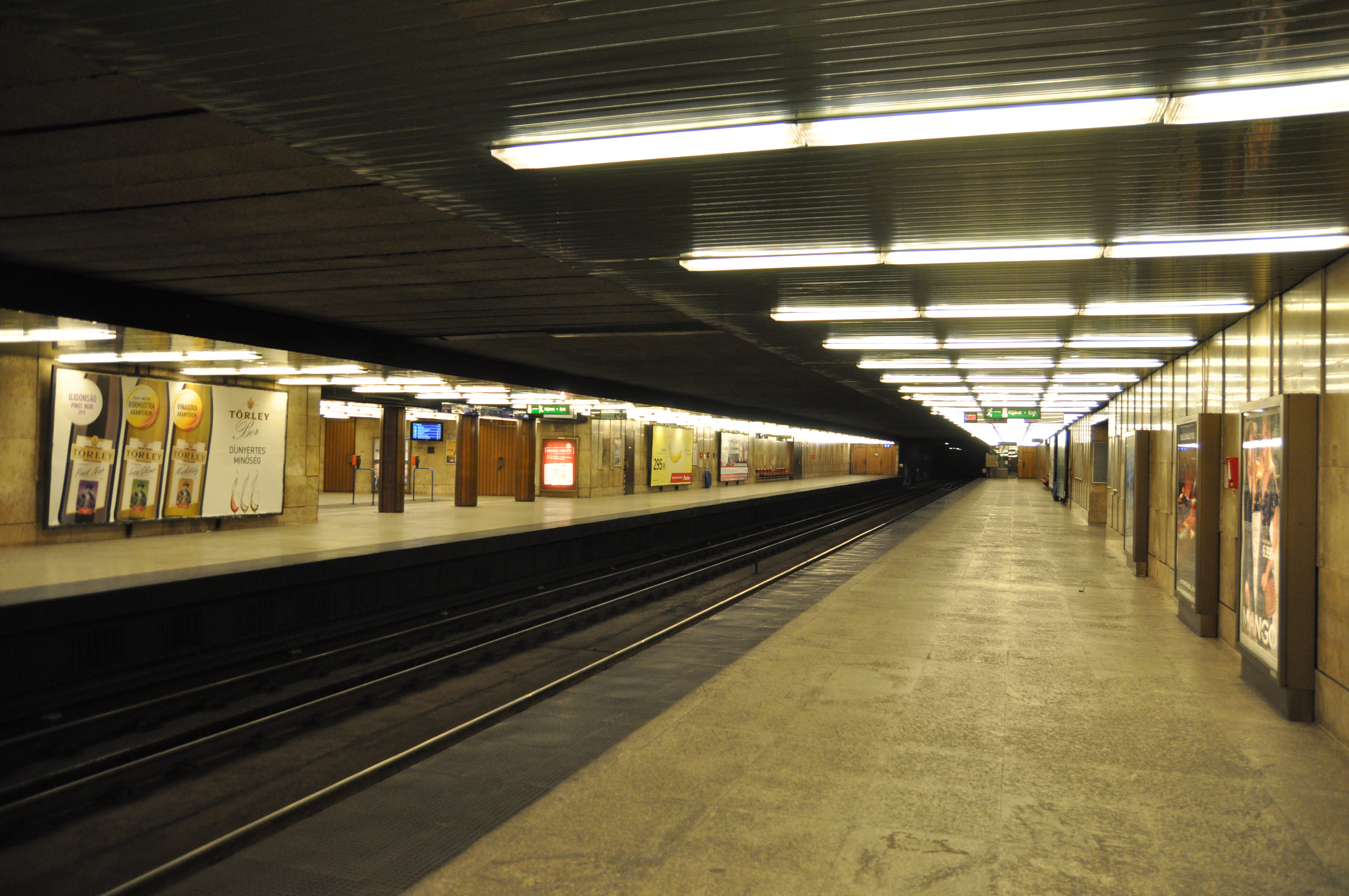
Az állomás a felújítást megelőzően üzemzárás előtt
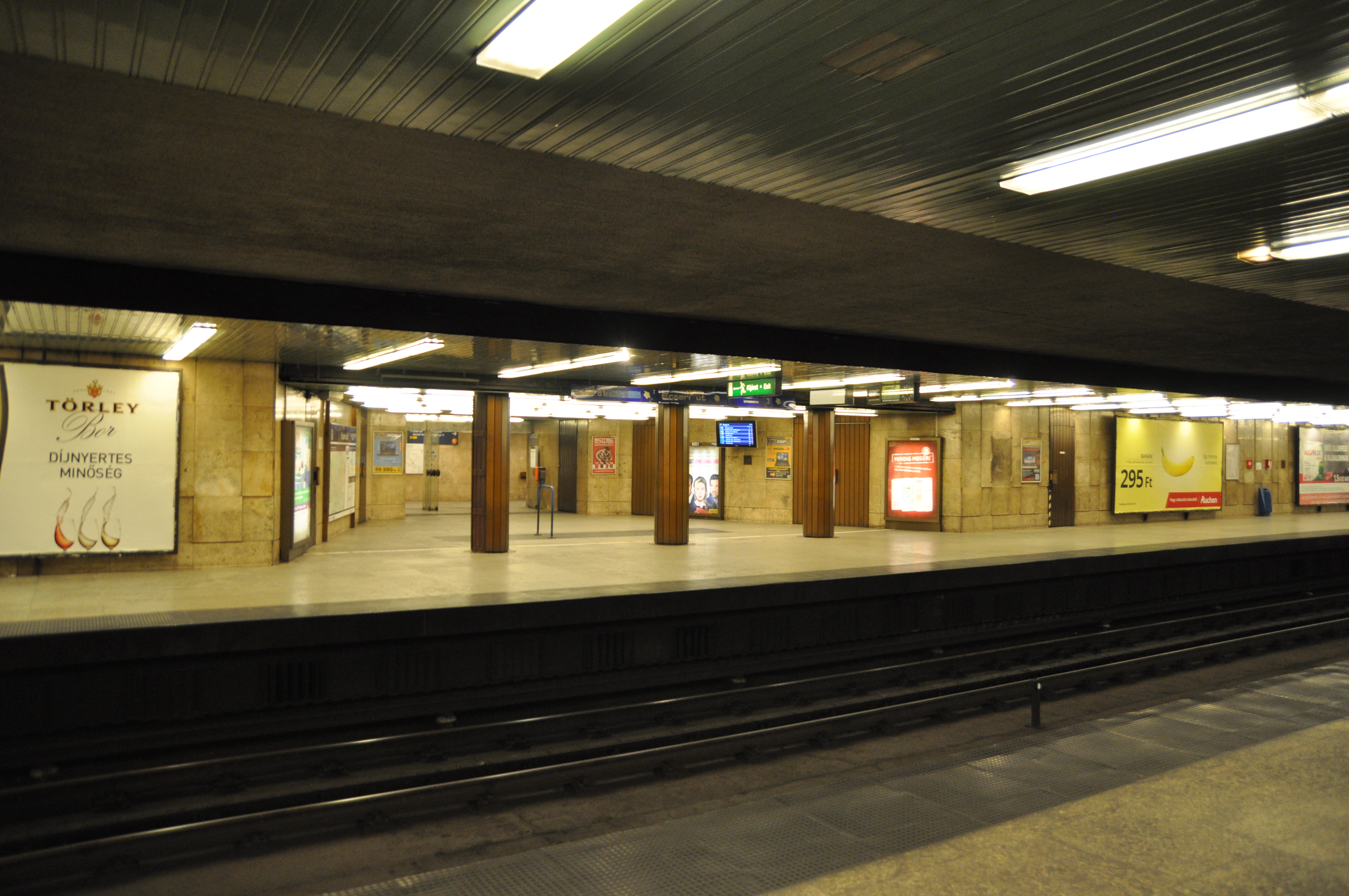
Bejárat a peronnal a túloldalról
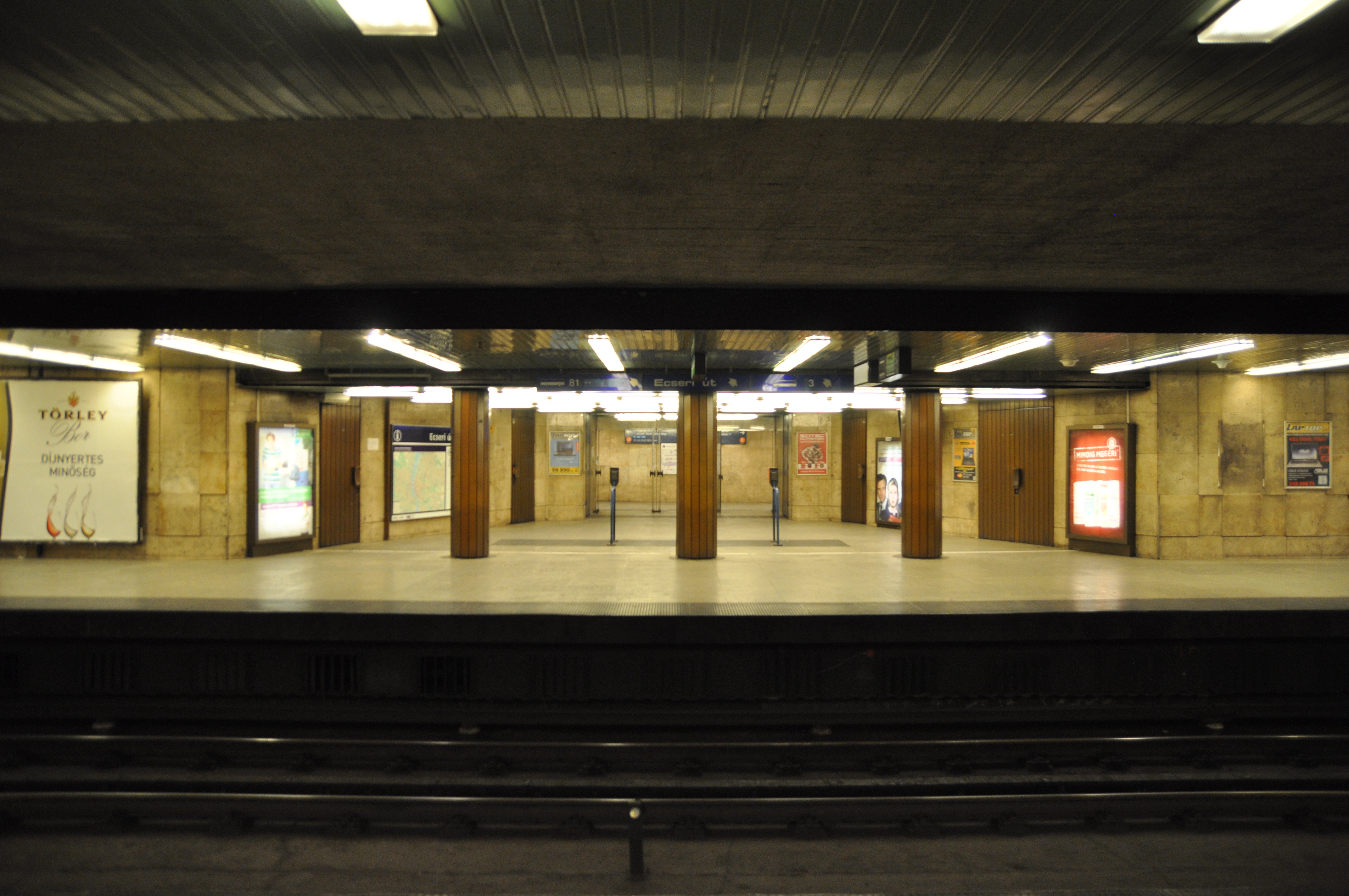
A túloldali be-/kijárat
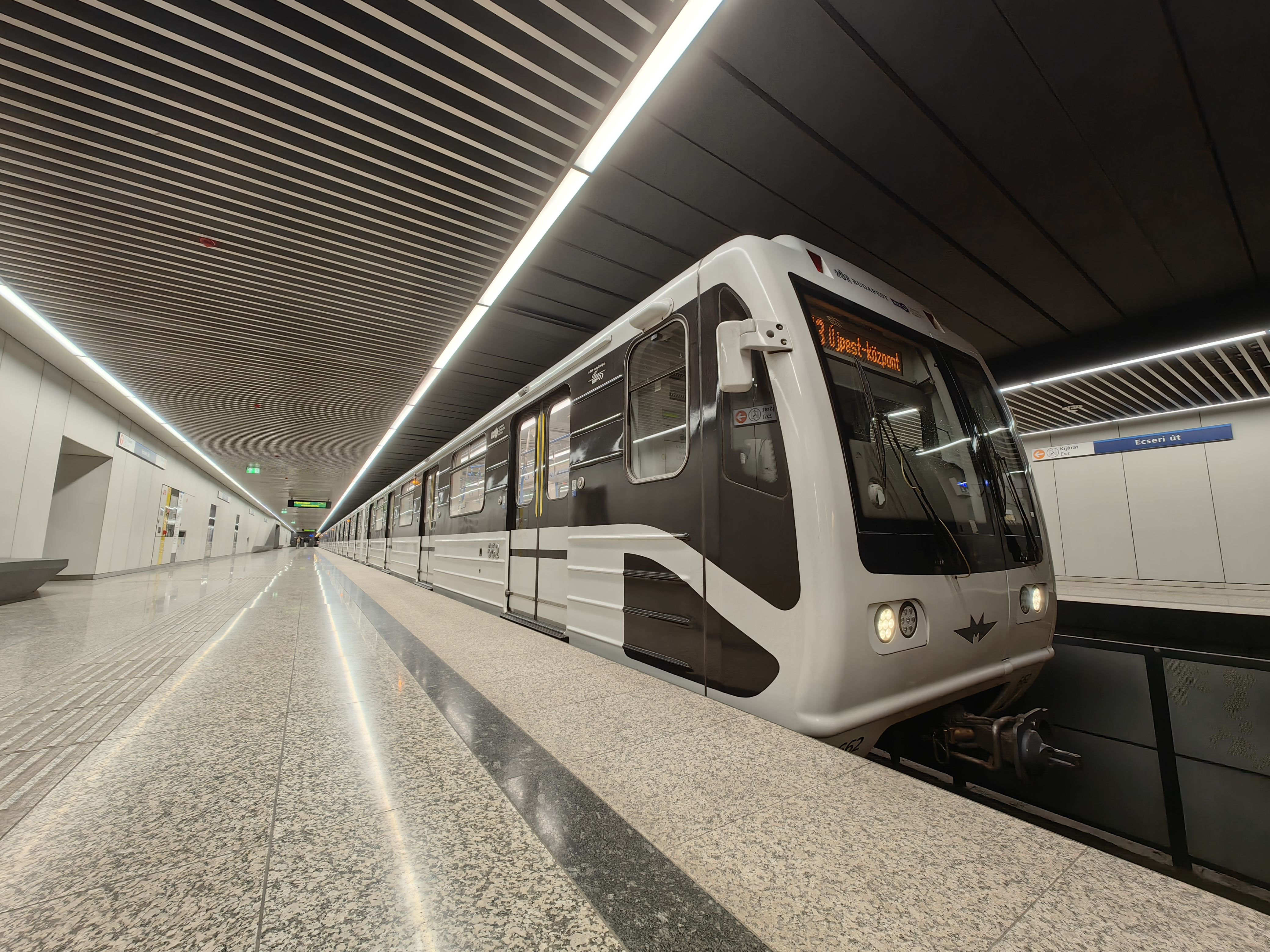
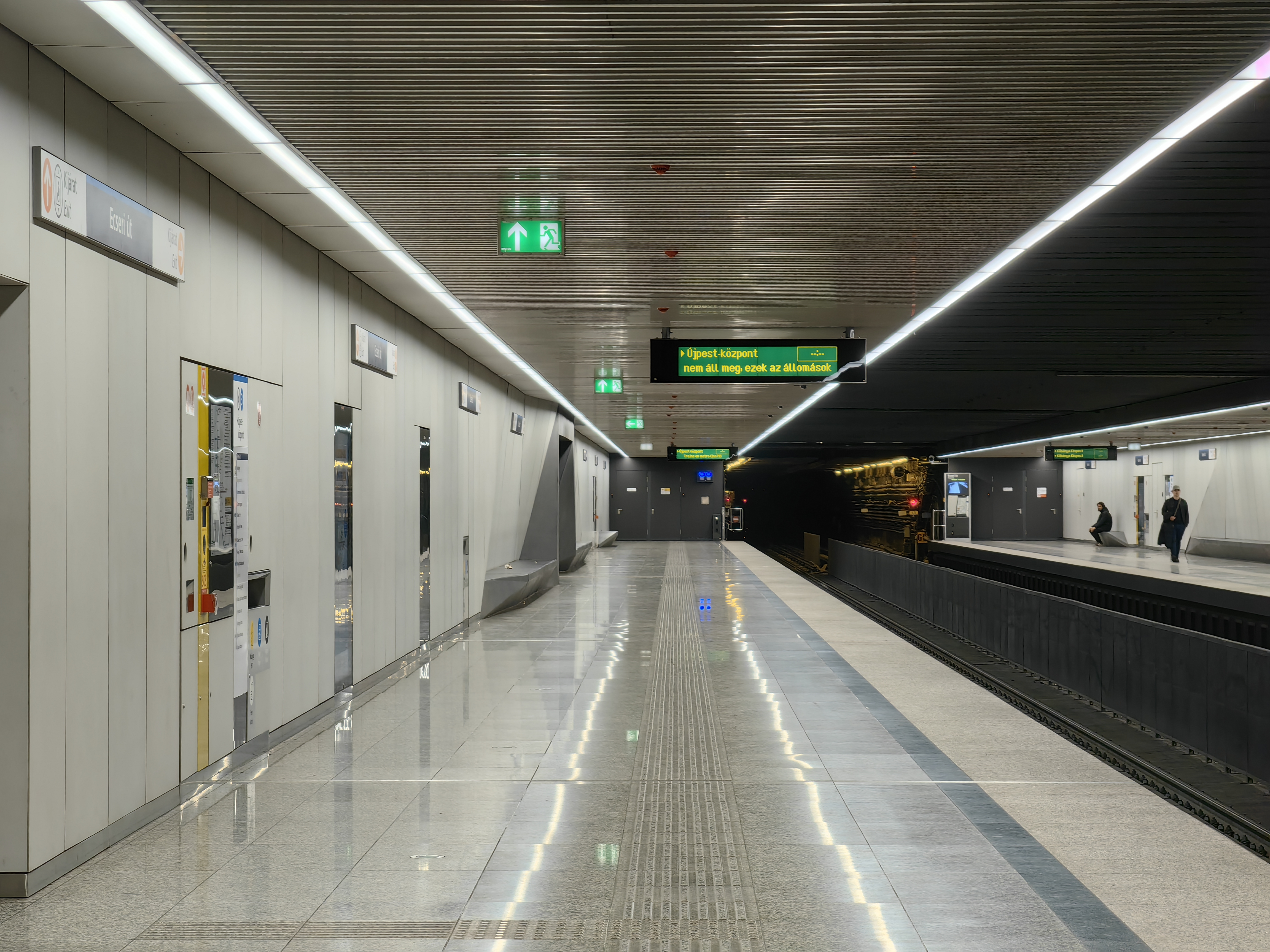
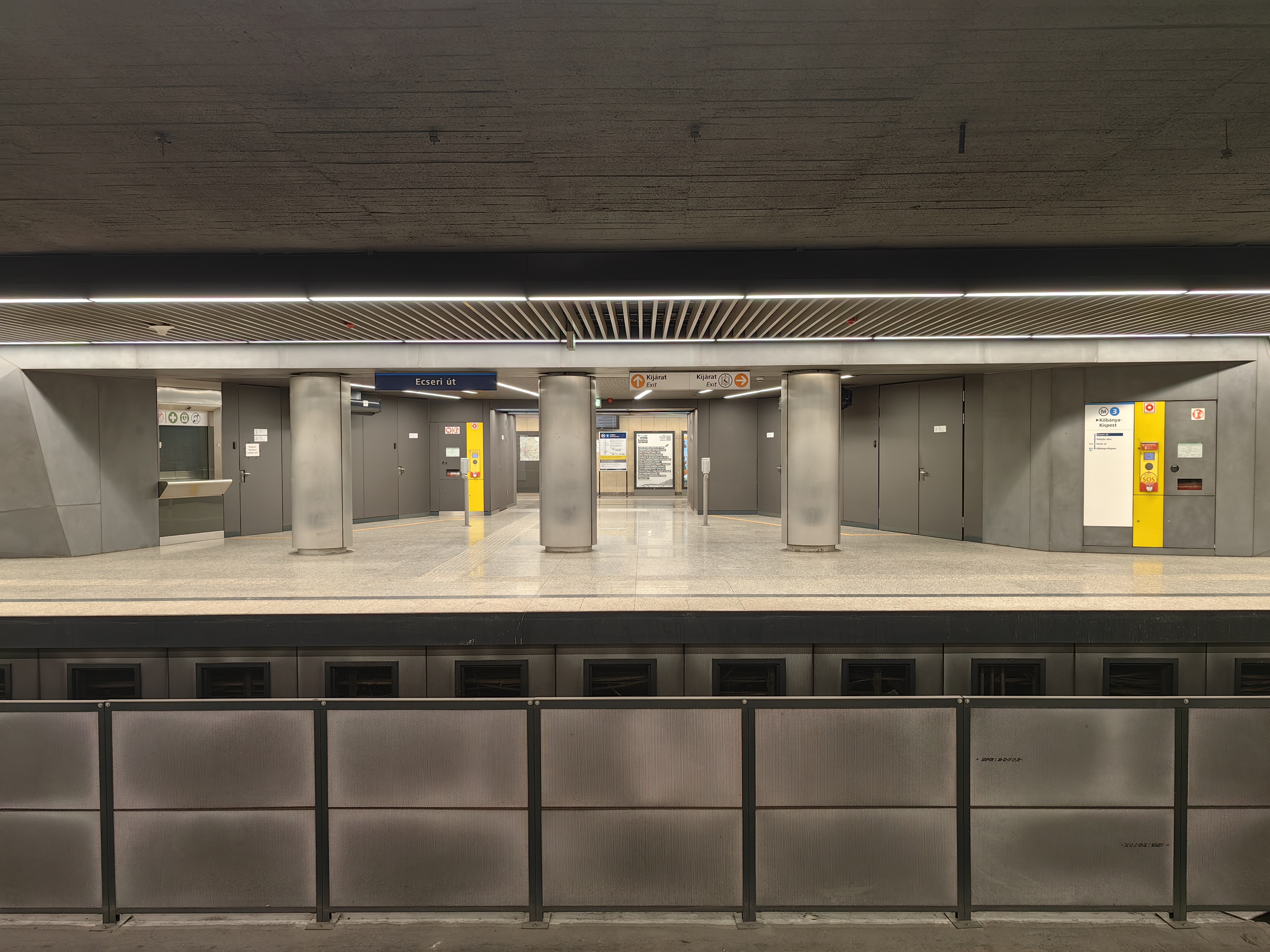
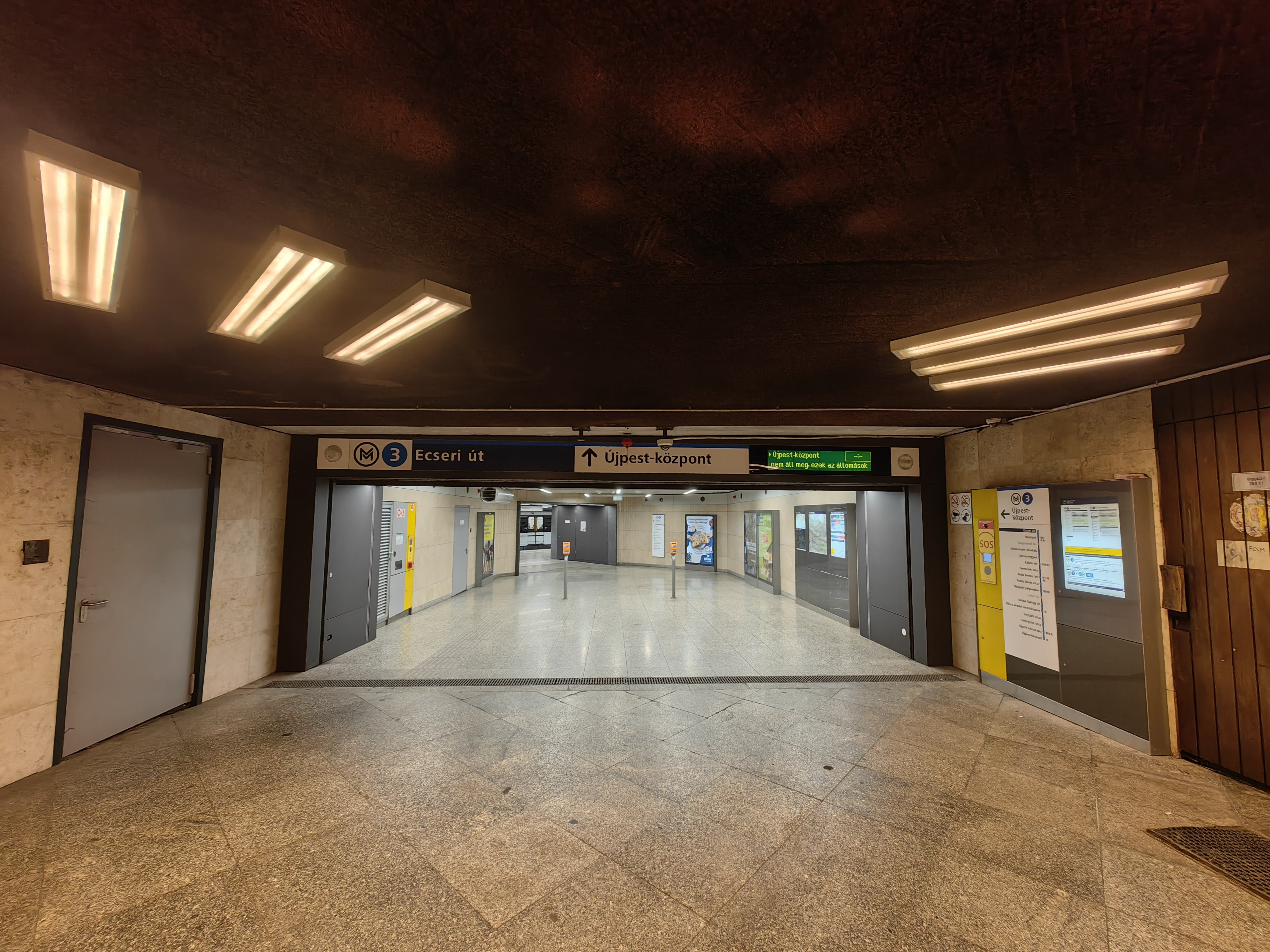